# Temporada 1999 de las Grandes Ligas de Béisbol
La Temporada 1999 de las Grandes Ligas de Béisbol comenzó el 4 de abril con el juego de apertura con la victoria de Colorado Rockies frente a
San Diego Padres, 8-2, ante una multitud de 27.104 en Monterrey, México siendo la primera apertura de la temporada jugada fuera de los
Estados Unidos o Canadá y finalizó cuando New York Yankees derrotó en una barrida de 4 juegos a Atlanta Braves en la Serie Mundial
El anterior récord de mayor cantidad de los cuadrangulares en una temporada, fijada en 5.064 en 1998,
fue roto una vez más mientras que la liga americana y la liga nacional combinaron para golpear 5.528 jonrones.
Por otra parte, fue la primera temporada en 61 años en que un equipo anotó 1.000 carreras anotadas, que fueron los Cleveland Indians con 1.009.
Solamente 193 shutouts se registraron en 2.427 juegos de la temporada regular.

## Temporada Regular
Liga Americana 

| División Este        | División Este | División Este | División Este | División Este | División Este | División Este |
| Equipo               | V             | D             | CTE           | JD            | LOCAL         | VISITA        |
| -------------------- | ------------- | ------------- | ------------- | ------------- | ------------- | ------------- |
| New York Yankees (1) | 98            | 64            | 0.605         | —             | 48–33         | 50–31         |
| Boston Red Sox (4)   | 94            | 68            | 0.580         | 4             | 49–32         | 45–36         |
| Toronto Blue Jays    | 84            | 78            | 0.519         | 14            | 40–41         | 44–37         |
| Baltimore Orioles    | 78            | 84            | 0.481         | 20            | 41–40         | 37–44         |
| Tampa Bay Rays       | 69            | 93            | 0.426         | 29            | 33–48         | 36–45         |

| División Central      | División Central | División Central | División Central | División Central | División Central | División Central |
| Equipo                | V                | D                | CTE              | JD               | LOCAL            | VISITA           |
| --------------------- | ---------------- | ---------------- | ---------------- | ---------------- | ---------------- | ---------------- |
| Cleveland Indians (2) | 97               | 65               | 0.599            | —                | 47–34            | 50–31            |
| Chicago White Sox     | 75               | 86               | 0.466            | 21½              | 38–42            | 37–44            |
| Detroit Tigers        | 69               | 92               | 0.429            | 27½              | 38–43            | 31–49            |
| Kansas City Royals    | 64               | 97               | 0.398            | 32½              | 33–47            | 31–50            |
| Minnesota Twins       | 63               | 97               | 0.394            | 33               | 31–50            | 32–47            |

| División Oeste    | División Oeste | División Oeste | División Oeste | División Oeste | División Oeste | División Oeste |
| Equipo            | V              | D              | CTE            | JD             | LOCAL          | VISITA         |
| ----------------- | -------------- | -------------- | -------------- | -------------- | -------------- | -------------- |
| Texas Rangers (3) | 95             | 67             | 0.586          | —              | 51–30          | 44–37          |
| Oakland Athletics | 87             | 75             | 0.537          | 8              | 52–29          | 35–46          |
| Seattle Mariners  | 79             | 83             | 0.488          | 16             | 43–38          | 36–45          |
| Anaheim Angels    | 70             | 92             | 0.432          | 25             | 37–44          | 33–48          |

Liga Nacional  
| División Este         | División Este | División Este | División Este | División Este | División Este | División Este |
| Equipo                | V             | D             | CTE           | JD            | LOCAL         | VISITA        |
| --------------------- | ------------- | ------------- | ------------- | ------------- | ------------- | ------------- |
| Atlanta Braves (1)    | 103           | 59            | 0.636         | —             | 56–25         | 47–34         |
| New York Mets (4)     | 97            | 66            | 0.595         | 6½            | 49–32         | 48–34         |
| Philadelphia Phillies | 77            | 85            | 0.475         | 26            | 41–40         | 36–45         |
| Montreal Expos        | 68            | 94            | 0.420         | 35            | 35–46         | 33–48         |
| Florida Marlins       | 64            | 98            | 0.395         | 39            | 35–45         | 29–53         |

| División Central    | División Central | División Central | División Central | División Central | División Central | División Central |
| Equipo              | V                | D                | CTE              | JD               | LOCAL            | VISITA           |
| ------------------- | ---------------- | ---------------- | ---------------- | ---------------- | ---------------- | ---------------- |
| Houston Astros (3)  | 97               | 65               | 0.599            | —                | 50–32            | 47–33            |
| Cincinnati Reds     | 96               | 67               | 0.589            | 1½               | 45–37            | 51–30            |
| Pittsburgh Pirates  | 78               | 83               | 0.484            | 18½              | 45–36            | 33–47            |
| St. Louis Cardinals | 75               | 86               | 0.466            | 21½              | 38–42            | 37–44            |
| Milwaukee Brewers   | 74               | 87               | 0.460            | 22½              | 32–48            | 42–39            |
| Chicago Cubs        | 67               | 95               | 0.414            | 30               | 34–47            | 33–48            |

| División Oeste           | División Oeste | División Oeste | División Oeste | División Oeste | División Oeste | División Oeste |
| Equipo                   | V              | D              | CTE            | JD             | LOCAL          | VISITA         |
| ------------------------ | -------------- | -------------- | -------------- | -------------- | -------------- | -------------- |
| Arizona Diamondbacks (2) | 100            | 62             | 0.617          | —              | 52–29          | 48–33          |
| San Francisco Giants     | 86             | 76             | 0.531          | 14             | 49–32          | 37–44          |
| Los Angeles Dodgers      | 77             | 85             | 0.475          | 23             | 37–44          | 40–41          |
| San Diego Padres         | 74             | 88             | 0.457          | 26             | 46–35          | 28–53          |
| Colorado Rockies         | 72             | 90             | 0.444          | 28             | 39–42          | 33–48          |

## Postemporada
|  | Serie Divisional | Serie Divisional | Serie Divisional |   |                      | Campeonato de la Liga | Campeonato de la Liga | Campeonato de la Liga |  |  | Serie Mundial | Serie Mundial    | Serie Mundial |
|  |                  |                  |                  |   |                      |                       |                       |                       |  |  |               |                  |               |
|  | 1                | New York Yankees | 3                |   |                      |                       |                       |                       |  |  |               |                  |               |
|  | 3                | Texas Rangers    | 0                |   |                      |                       |                       |                       |  |  |               |                  |               |
|  | 3                | Texas Rangers    | 0                |   | 1                    | New York Yankees      | 4                     |                       |  |  |               |                  |               |
|  | Liga Americana   |                  |                  |   | 1                    | New York Yankees      | 4                     |                       |  |  |               |                  |               |
|  |                  | 4                | Boston Red Sox   | 1 |                      |                       |                       |                       |  |  |               |                  |               |
|  | 2                | 4                | Boston Red Sox   | 1 | Cleveland Indians    | 2                     |                       |                       |  |  |               |                  |               |
|  | 2                |                  |                  |   | Cleveland Indians    | 2                     |                       |                       |  |  |               |                  |               |
|  | 4                | Boston Red Sox   | 3                |   |                      |                       |                       |                       |  |  |               |                  |               |
|  |                  |                  |                  |   |                      |                       |                       |                       |  |  | AL1           | New York Yankees | 4             |
|  |                  | NL1              | Atlanta Braves   | 0 |                      |                       |                       |                       |  |  |               |                  |               |
|  | 1                | Atlanta Braves   | 3                |   |                      |                       |                       |                       |  |  |               |                  |               |
|  | 3                | Houston Astros   | 1                |   |                      |                       |                       |                       |  |  |               |                  |               |
|  | 3                | Houston Astros   | 1                |   | 1                    | Atlanta Braves        | 4                     |                       |  |  |               |                  |               |
|  | Liga Nacional    |                  |                  |   | 1                    | Atlanta Braves        | 4                     |                       |  |  |               |                  |               |
|  |                  | 4                | New York Mets    | 2 |                      |                       |                       |                       |  |  |               |                  |               |
|  | 2                | 4                | New York Mets    | 2 | Arizona Diamondbacks | 1                     |                       |                       |  |  |               |                  |               |
|  | 2                |                  |                  |   | Arizona Diamondbacks | 1                     |                       |                       |  |  |               |                  |               |
|  | 4                | New York Mets    | 3                |   |                      |                       |                       |                       |  |  |               |                  |               |

|                                                 |
| Campeón New York Yankees Vigésimo Quinto Título |

## Líderes de la liga

### Liga Americana
Líderes de Bateo 
| Categoría           | Jugador           | Equipo | Marca |
| ------------------- | ----------------- | ------ | ----- |
| Porcentaje de bateo | Nomar Garciaparra | BOS    | .357  |
| Cuadrangulares      | Ken Griffey, Jr.  | SEA    | 48    |
| Carreras Impulsadas | Manny Ramírez     | CLE    | 165   |
| Carreras Anotadas   | Roberto Alomar    | CLE    | 138   |
| Hits                | Derek Jeter       | NYY    | 219   |
| Robo de Bases       | Brian Hunter      | KCR    | 44    |

Líderes de Pitcheo 
| Categoría         | Jugador        | Equi | Marca |
| ----------------- | -------------- | ---- | ----- |
| Victorias         | Pedro Martínez | BOS  | 23    |
| Derrotas          | Brian Moehler  | DET  | 16    |
| ERA               | Pedro Martínez | BOS  | 2.07  |
| Ponches           | Pedro Martínez | BOS  | 313   |
| Entradas Lanzadas | Mike Mussina   | BAL  | 237.2 |
| Juegos salvados   | Mariano Rivera | NYY  | 45    |

### Liga Nacional
Líderes de Bateo 
| Categoría           | Jugador       | Equipo | Marca |
| ------------------- | ------------- | ------ | ----- |
| Porcentaje de bateo | Larry Walker  | COL    | .379  |
| Cuadrangulares      | Mark McGwire  | STL    | 65    |
| Carreras Impulsadas | Mark McGwire  | STL    | 147   |
| Carreras Anotadas   | Jeff Bagwell  | HOU    | 143   |
| Hits                | Luis Gonzalez | ARI    | 206   |
| Robo de Bases       | Tony Womack   | ARI    | 72    |

Líderes de Pitcheo 
| Categoría         | Jugador       | Equipo  | Marca |
| ----------------- | ------------- | ------- | ----- |
| Victorias         | Mike Hampton  | HOU     | 22    |
| Derrotas          | Omar Daal     | ARI PHI | 19    |
| ERA               | Randy Johnson | ARI     | 2.48  |
| Ponches           | Randy Johnson | ARI     | 364   |
| Entradas Lanzadas | Randy Johnson | ARI     | 271.2 |
| Juegos salvados   | Ugueth Urbina | MON     | 41    |